# Kalophrynus anya
Kalophrynus anya es una especie de anfibio anuro de la familia Microhylidae.

## Distribución geográfica
Esta especie es endémica de Birmania. Se encuentra en la región de Sagaing y en el estado de Kachin.

## Descripción
Los machos miden de 34.0 a 41.3 mm y las hembras de 36.4 a 47.1 mm.

## Etimología
El nombre específico anya proviene del birmano a-nya tha, que se refiere a los habitantes del Alto Birmania, con referencia a la distribución de esta especie.

## Publicación original
- Zug, 2015 : Morphology and systematics of Kalophrynus interlineatus–pleurostigma populations (Anura: Microhylidae: Kalphryninae) and a taxonomy of the genus Kalophrynus Tschudi, Asian Sticky Frogs. Proceedings of the California Academy of Sciences, sér. 4, vol. 6, n.º 5, p. 135–190.[3]